# Luis Durango
Pour les articles homonymes, voir Durango.
Luis A. Durango (né le 23 avril 1986 à Panamá) est un ancien voltigeur de baseball de la Ligue majeure.

## Carrière
Luis Durango signe un contrat avec les Padres de San Diego en 2003. Le voltigeur est considéré comme le joueur du réseau des filiales des Padres démontrant le plus de rapidité autour des buts.
Il obtient sa première chance de se faire valoir dans les majeures en septembre 2009 alors que les Padres, comme les autres clubs de la ligue, augmentent leurs effectifs à 40 joueurs pour le dernier droit de la saison. Durango entre pour la première fois dans un match le 15 septembre, dans une partie opposant San Diego et Arizona. Inséré dans la formation partante au champ gauche le lendemain, 16 septembre, il frappe trois coups sûrs en quatre présences au bâton contre les Diamondbacks, marquant deux points. Il réussit son premier coup sûr dans les grandes ligues aux dépens du lanceur Doug Davis. Il joue finalement neuf parties pour les Padres en fin de saison, frappant six coups sûrs en onze pour une moyenne au bâton de ,545. Il en profite également pour réussir deux buts volés.
En 2010, Durango entreprend l'année chez les Beavers de Portland, le club-école de niveau Triple-A des Padres. Il obtient quelques rappels chez les Padres en cours de saison pour pallier la perte temporaire de joueurs blessés,.
Cédé au ballottage, il est réclamé par les Astros de Houston le 29 juin 2011 mais ne joue que deux matchs avec l'équipe. Le 22 novembre 2011, il signe un contrat des ligues mineures avec les Braves d'Atlanta. Après une saison en ligues mineures, Durango signe chez les Royals de Kansas City le 9 novembre 2012. Il ne joue pas pour eux et rejoint les White Sox de Chicago le 3 avril 2013.